# Актасти (Каркаралінський район)
Актасти́ (каз. Ақтасты) — село у складі Каркаралінського району Карагандинської області Казахстану. Адміністративний центр Таттімбетського сільського округу.
Населення — 389 осіб (2021; 666 у 2009, 902 у 1999, 1186 у 1989).
Національний склад станом на 1989 рік:
- казахи — 100 %.

Станом на 1989 рік село називалось Актас.